# Богдан-Зиновій Хмельницький (фільм)
«Богдан-Зиновій Хмельницький» — український художній фільм 2006 року про історичні події Хмельниччини, знятий Київською кіностудією імені Олександра Довженка на замовлення Міністерства культури і туризму України.
За словами самого режисера, цей фільм-епопея народжувався 7 років. Первинно знімався серіал і одну серію «Збараж», яку вдалося зняти, було показано в МКФ «Молодість» восени 2002 року. Проте від зйомки серіалу, режисеру довелося відмовитися через брак фінансування. Таким чином було скомпоновано односерійний фільм.

## Сюжет
Художній фільм розповідає про один з найважчих і трагічних моментів визвольної війни українського народу проти панування шляхетської Польщі (1648—1657 рр.) — битві під Збаражем. На чолі з Богданом Хмельницьким козацьке військо узяло в щільну облогу містечко Збараж. Польська шляхта на чолі з лютим ворогом України Яремою Вишневецьким опинилася в пастці: закінчилися продовольчі запаси, почався голод, хвороби; Ярема посилав десятки гінців до Польського Короля з благаннями про військову допомогу, але жоден з гінців не зміг прорватися крізь козацьку облогу.
Здавалося б, незабаром запорозьке козацтво святкуватиме остаточну перемогу, але трапилося непередбачене — зрадою обернувся для Хмельницького союз з Кримським Ханом: посеред запеклої битви орда покинула поле битви. Богдан Хмельницький опинився перед важким вибором — взяти дорогою ціною перемогу над Польщею, втопивши Україну в крові, або погодитися на принизливі й украй невигідні умови мирної угоди. Величезні військові втрати, зрада найближчих союзників, особиста сімейна трагедія — лише частина мук, що мучили тоді великого Гетьмана України. Крім історичних подій, йдеться про особисте життя Богдана Хмельницького, його кохання та зраду Мотрони Чаплинської. Режисер показав, що Богдан Хмельницький — великий полководець і стратег — водночас був звичайною людиною зі своїми недоліками, слабкостями, страхами й проблемами.

## Актори
- Володимир Абазопуло — Богдан-Зиновій Хмельницький, гетьман України
- Денис Кокарьов — Олексій Михайлович Романов, цар Московський
- Сергій Джигурда — Ян Казимир, король Польський
- Білял Білялов — Іслам-Гірей III, хан Кримський
- Віктор Кручина — Ярема Вишневецький, князь, польський полководець
- Микола Боклан — Данило Нечай, полковник
- Віталій Розстальний — коронний гетьман Станіслав Потоцький
- Лілія Кузнєцова
- Анатолій Чумаченко
- Ірма Вітовська
- Тарас Денисенко — Станіслав Морозенко, полковник
- Михайло Конечний
- Остап Ступка — Тиміш Хмельницький, син гетьмана
- Олена Стогній — Ганна Золотаренко, перша дружина гетьмана
- Марина Ягодкіна — Мотрона Чаплинська, друга дружина гетьмана
- Валерій Шептекіта
- Олексій Вертинський — козацький полковник
- Георгій Хостікоєв
- Георгій Морозюк — козацький полковник
- Сергій Романюк та інші…

## Знімальна група
- Автори сценарію: Андрій Яремчук, Микола Мащенко
- Режисер-постановник: Микола Мащенко
- Оператор-постановник: Сергій Борденюк
- Художник-постановник: Віталій Ясько
- Художники по костюмах: Алла Сапанович, Алла Шестеренко
- Художники-гримери: Василь Гаркавий, Сергій Дубина, Геннадій Алфьоров
- Композитор: Михайло Чембержі
- Режисер монтажу: Євгенія Русецька
- Звукорежисер: Анатолій Іванюк
- Звукооператор: Любов Цельмер
- Оператори: Едуард Тімлін, В. Басс, Олександр Чорний, К. Терешков, Г. Сігалов, Денис Чащин, Юрій Чайка, Майя Степанова, Олександр Найда, О. Шигаєв, Б. Райхлін
- Військові консультанти: генерал-полковник В. Можаровський, полковник І. Федоров, полковник Ю. Чудовський
- Режисери: Людмила Кульчицька, Юлія Домбругова
- Художники: Ігор Беляк, Микола Поштаренко
- Комбіновані зйомки: Георгій Лемешев, О. Віннік, Г. Бондаренко
- Національний заслужений академічний симфонічний оркестр України, диригент: Володимир Сіренко
- Соліст-бандурист: Тарас Силенко
- Композитор: Михайло Чембержі . У фільмі також використано музику Джона Доуленда «Паванна Гальярда» та Міхаеля Преторіуса «Куранта» у виконанні ансамблю старовинної музики «Silva Rerum» Київського будинку вчителя (художній керівник — Тетяна Трегуб)
- Редактори фільму: Олександр Кучерявий, Мар'яна Бикова
- Національна заслужена академічна капела України «Думка»
- Директори картини: Микола Феденко, Лариса Халяпіна, Тетяна Богач